# Coryphopterus lipernes
Coryphopterus lipernes is een straalvinnige vissensoort uit de familie van grondels (Gobiidae). De wetenschappelijke naam van de soort is voor het eerst geldig gepubliceerd in 1962 door Böhlke & Robins.